# Constantin Dausch
Constantin Dausch (30 de novembro de 1841 - 12 de julho de 1908) foi um escultor alemão.